# El truco del manco
El truco del manco és una pel·lícula espanyola dirigida per Santiago Zannou, escrita pel mateix director juntament amb Iván Morales i protagonitzada per El Langui, MC del grup "La Excepción", l'any 2008, sobre el hip hop, la marginalitat als barris i la discapacitat.

## Argument
Quique Heredia, El Cuajo, és un paio agitanat, un vividor amb mig cos afectat per una paràlisi cerebral que li impedeix caminar amb facilitat. El Cuajo convenç al seu amic Adolfo, un mulat que viu en un barri dormitori i té un pare alcohòlic i malalt, per a muntar un estudi musical per a guanyar-se la vida usant el talent i la passió que els uneix, el hip-hop. El repartiment està format per actors no professionals, entre els quals destaca El Langui, líder del grup musical d'hip hop gitano "La Excepción", guardonat en 2006 per MTV Europa com el millor grup europeu en llengua espanyola.

## Repartiment
- El Langui	...	Cuajo
- Ovono Candela ...	Adolfo
- Javier I. Bustamante ... Chacho
- Elio Toffana	...	Galleta
- Mala Rodríguez... Tsunami
- Juan Navarro ... Marquitos
- Joaquín Mbomio ...	Moisés
- Fanny Gatibelza ...	Cristina

## Premis
La pel·lícula va aconseguir els següents premis:
- Goya al millor director novell per Santiago Zannou
- Goya al millor actor revelació J.M. Montilla 'El Langui'
- Goya a la millor cançó original "A tientas"[4][5]